# رابرت بثرست
رابرت بَـثِـرست (انگلیسی: Robert Bathurst؛ زادهٔ ۲۲ فوریهٔ ۱۹۵۷) بازیگر اهل انگلستان است. او در شهر آکرا واقع در ساحل طلا (مستعمره بریتانیایی) زاده شده است.
وی دانش‌آموختهٔ رشتهٔ حقوق در دانشگاه کمبریج است.

## گزیدهٔ آثار

### سینما
- اسکوپ (۲۰۰۶)
- بیست و یک (۱۹۹۱)

### تلویزیون
- سریال دراکولا (۲۰۱۳)
- دانتون ابی (۲۰۱۱–۲۰۱۰)
- اِما (۲۰۰۹)
- پوآرو (۲۰۰۶)
- هورنبلوئر (۱۹۹۸)
- از شوخی گذشته (۱۹۹۵-۱۹۹۳)